# 中国共产党国务院党组
中国共产党国务院党组（简称中共国务院党组），由中国共产党中央委员会批准成立，设在国务院。

## 沿革
1998年，经中共中央批准，成立中国共产党国务院党组。

## 职责
就国务院行使职权中的重大问题向中共中央请示报告；保证中共中央的决策的贯彻落实。
中国共产党国务院党组负责领导中国共产党国务院机关党组。

## 历届组成人员
中国共产党国务院党组的书记、副书记、成员由中国共产党中央委员会决定。其构成通常与国务院常务会议组成人员一致，即总理、副总理与国务委员，其中总理担任党组书记，排名第一的由中共中央政治局常委兼任的副总理担任党组副书记，其余为党组成员。历届书记、副书记、成员是：

| 书记 - 朱镕基（1998年—2003年3月，中央政治局常委、国务院总理） 副书记 - 李岚清（1998年—2003年3月，中央政治局常委、国务院副总理） 成员 - 钱其琛（1998年—2003年3月，中央政治局委员、国务院副总理） - 吴邦国（1998年—2003年3月，中央政治局委员、国务院副总理） - 温家宝（1998年—2003年3月，中央政治局委员、中央书记处书记、国务院副总理） - 迟浩田（1998年—2003年3月，中央政治局委员、中央军委副主席、国务委员、国防部部长） - 羅幹（1998年—2003年3月，中央政治局委员、中央书记处书记、中央政法委书记、国务委员） - 吴仪（1998年—2003年3月，中央政治局候补委员、国务委员） - 司马义·艾买提（1998年—2003年3月，国务委员） - 王忠禹（1998年—2003年3月，国务委员、国务院秘书长） | 书记 - 温家宝（2003年3月—2008年3月，中央政治局常委、国务院总理） 副书记 - 黄菊（2003年3月—2007年6月，中央政治局常委、国务院副总理） - 李克强（2007年11月—2008年3月，中央政治局常委） 成员 - 吴仪（2003年3月—2008年3月，中央政治局委员、国务院副总理） - 曾培炎（2003年3月—2008年3月，中央政治局委员、国务院副总理） - 回良玉（2003年3月—2008年3月，中央政治局委员、国务院副总理） - 周永康（2003年3月—2008年3月，中央政治局委员、中央书记处书记、国务委员、公安部部长） - 曹刚川（2003年3月—2008年3月，中央政治局委员、中央军委副主席、国务委员、国防部部长） - 唐家璇（2003年3月—2008年3月，国务委员） - 华建敏（2003年3月—2008年3月，国务委员、国务院秘书长） - 陈至立（2003年3月—2008年3月，国务委员） |

| 书记 - 温家宝（2008年3月—2013年3月，中央政治局常委、国务院总理） 副书记 - 李克强（2008年3月—2013年3月，中央政治局常委、国务院副总理） 成员 - 回良玉（2008年3月—2013年3月，中央政治局委员、国务院副总理） - 张德江（2008年3月—2013年3月，中央政治局委员、国务院副总理） - 王岐山（2008年3月—2013年3月，中央政治局委员、国务院副总理） - 刘延东（2008年3月—2013年3月，中央政治局委员、国务委员） - 梁光烈（2008年3月—2013年3月，国务委员、国防部部长） - 马凯（2008年3月—2013年3月，国务委员、国务院秘书长） - 孟建柱（2008年3月—2013年3月，国务委员、公安部部长） - 戴秉国（2008年3月—2013年3月，国务委员） | 书记 - 李克强（2013年3月—2018年3月，中央政治局常委、国务院总理） 副书记 - 张高丽（2013年3月—2018年3月，中央政治局常委、国务院副总理） 成员 - 刘延东（2013年3月—2018年3月，中央政治局委员、国务院副总理） - 汪洋（2013年3月—2018年3月，中央政治局委员、国务院副总理） - 马凯（2013年3月—2018年3月，中央政治局委员、国务院副总理） - 杨晶（2013年3月—2018年2月，中央书记处书记、国务委员、国务院秘书长，届满前被撤职并降级处分） - 常万全（2013年3月—2018年3月，国务委员、国防部部长） - 杨洁篪（2013年3月—2018年3月，国务委员） - 郭声琨（2013年3月—2018年3月，国务委员、公安部部长） - 王勇（2013年3月—2018年3月，国务委员） |

| 书记 - 李克强（2018年3月—2023年3月，中央政治局常委、国务院总理） 副书记 - 韩正（2018年3月—2023年3月，中央政治局常委、国务院副总理） 成员 - 孙春兰（2018年3月—2023年3月，中央政治局委员、国务院副总理） - 胡春华（2018年3月—2023年3月，中央政治局委员、国务院副总理） - 刘鹤（2018年3月—2023年3月，中央政治局委员、国务院副总理） - 魏凤和（2018年3月—2023年3月，国务委员、国防部部长） - 王勇（2018年3月—2023年3月，国务委员） - 王毅（2018年3月—2023年3月，国务委员、外交部部长） - 肖捷（2018年3月—2023年3月，国务委员、国务院秘书长） - 赵克志（2018年3月—2023年3月，国务委员、公安部部长） | 书记 - 李强（2023年3月—，中央政治局常委、国务院总理） 副书记 - 丁薛祥（2023年3月—，中央政治局常委、国务院副总理） 成员 - 何立峰（2023年3月—，中央政治局委员、国务院副总理） - 张国清（2023年3月—，中央政治局委员、国务院副总理） - 刘国中（2023年3月—，中央政治局委员、国务院副总理） - 李尚福（2023年3月—10月，原中央军委委员、国务委员兼国防部部长，届中被免职） - 王小洪（2023年3月—，中央书记处书记、国务委员兼公安部部长） - 吴政隆（2023年3月—，国务委员兼国务院秘书长） - 谌贻琴（2023年3月—，国务委员） - 秦刚（2023年3月—10月，原国务委员兼外交部部长，届中被免职） |